# Inna Matwiejewa
Inna Matwiejewa (ur. 12 października 1978 roku w Ridderze) – kazachska siatkarka, reprezentantka kraju, grająca na pozycji przyjmującej.

## Sukcesy klubowe
Mistrzostwo Kazachstanu:
- 1999, 2016, 2017
- 2014, 2015
- 2012, 2013

Mistrzostwo Francji:
- 2011

Puchar Kazachstanu:
- 2015

Superpuchar Kazachstanu:
- 2016

## Sukcesy reprezentacyjne
Mistrzostwa Azji:
- 2005

Igrzyska Azjatyckie:
- 2010

Puchar Azji:
- 2012, 2014

## Nagrody indywidualne
- 2017: Najlepsza przyjmująca Klubowych Mistrzostw Azji